# Улица Винни-Пуха (Варшава)
Улица Винни-Пуха (пол. Ulica Kubusia Puchatka) — улица в Средместье Варшавы, которая проходит от улицы Святокрестской до улицы Варецкой.
Улица была заложена в первой половине 1950-х годов на месте руин зданий, разрушенных во время Второй мировой войны, и предназначалась для разгрузки улицы Новый Свят. Проект застройки улицы разработан архитектором Зигмунтом Стемпиньским и студентами Варшавского технологического университета.
Улица имеет длину 149 метров и ширину 23 метра, застроена четырёхэтажными жилыми зданиями, первые этажи которых предназначены для магазинов и офисов. Вдоль улицы в 1954 году были высажены два ряда лип, специально завезённых из Щецина. Неподалеку расположена станция 2-й линии варшавского метро Новы Свят — Универсытет.
Улица названа в честь персонажа известной сказки Алана Милна — плюшевого медвежонка Винни-Пуха, который изображен на табличке с названием в компании своего друга Пятачка. Помимо Варшавы, улицы Винни-Пуха есть также в Ольштыне и Познани.

## Галерея

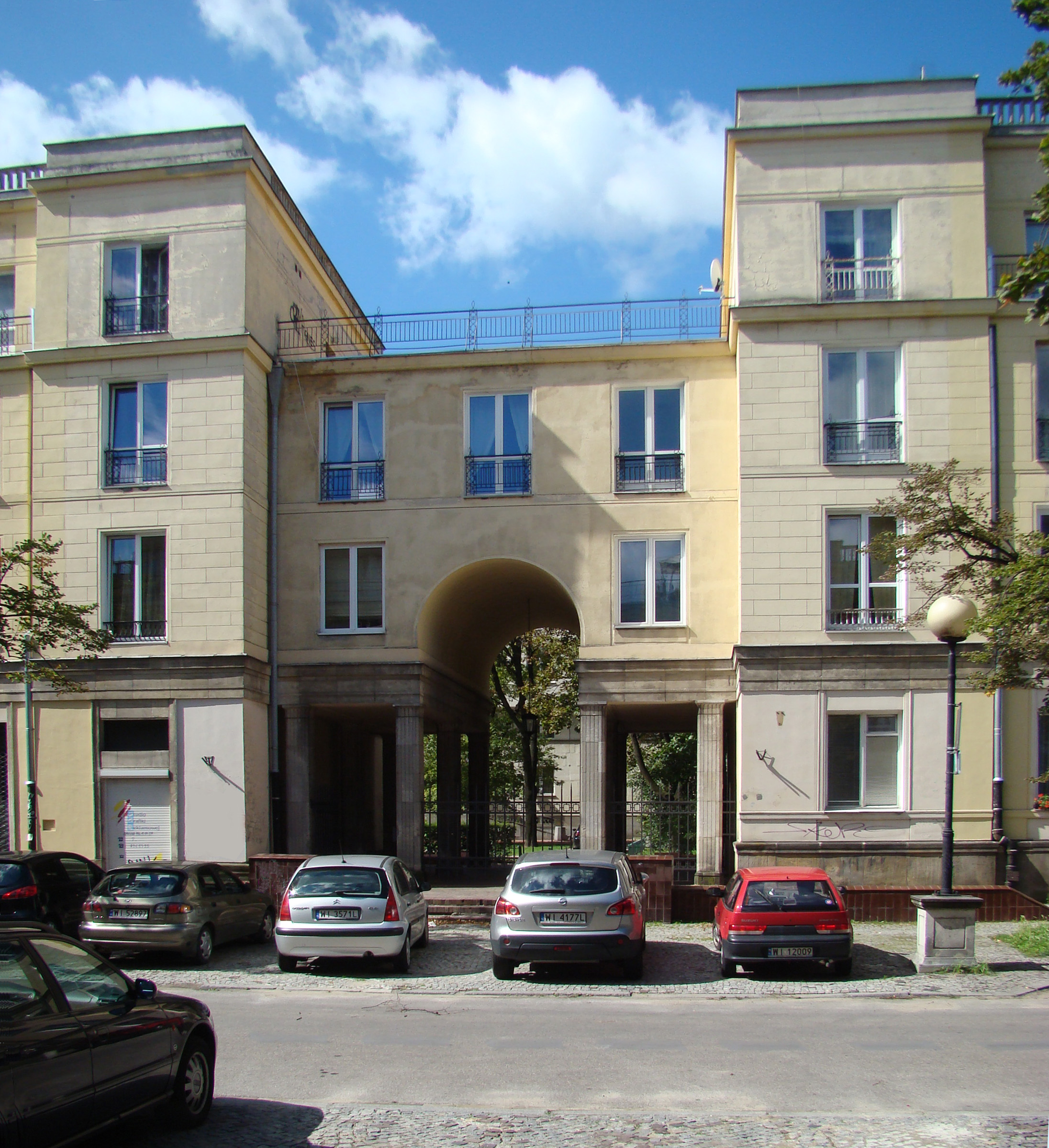
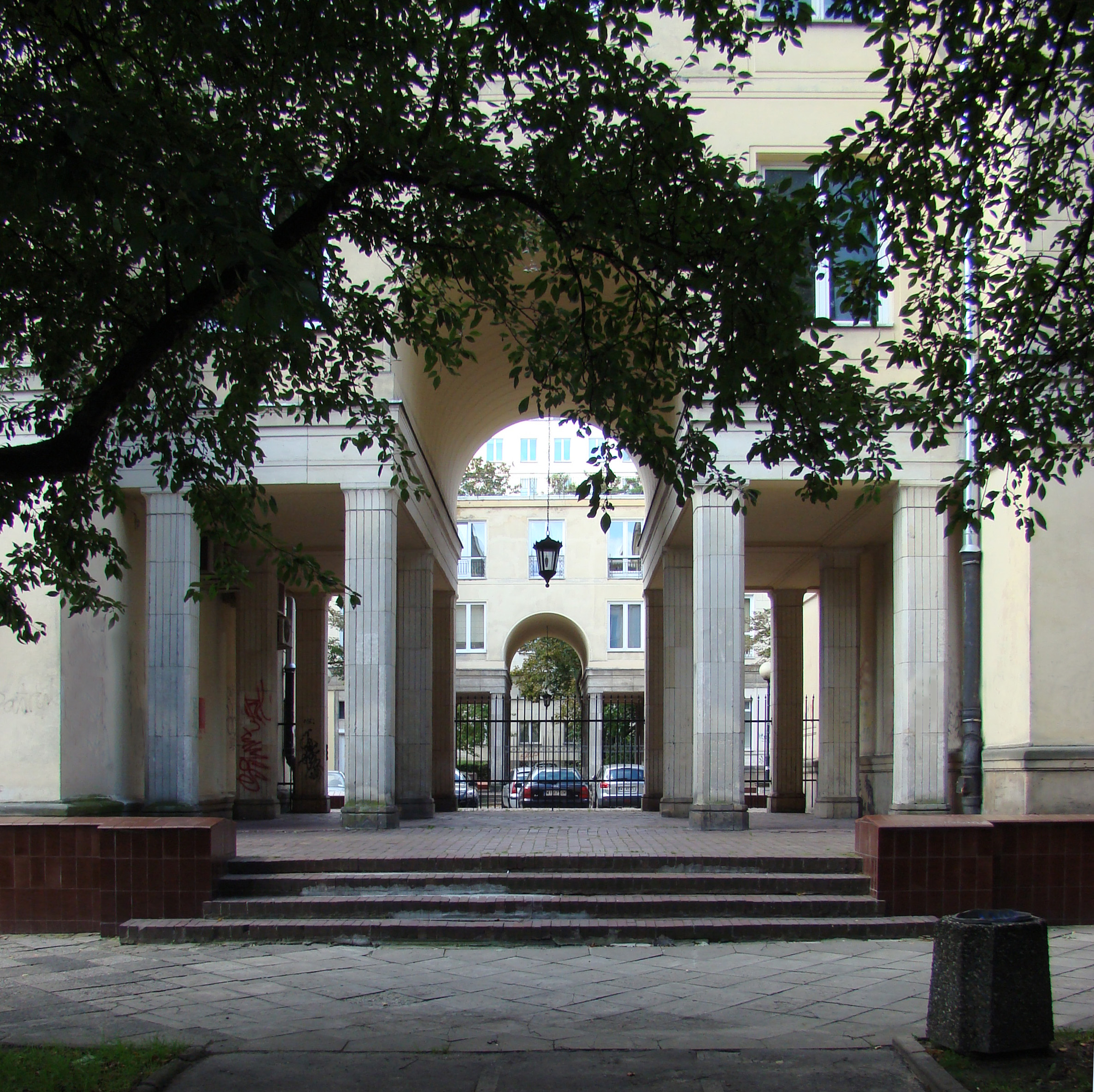
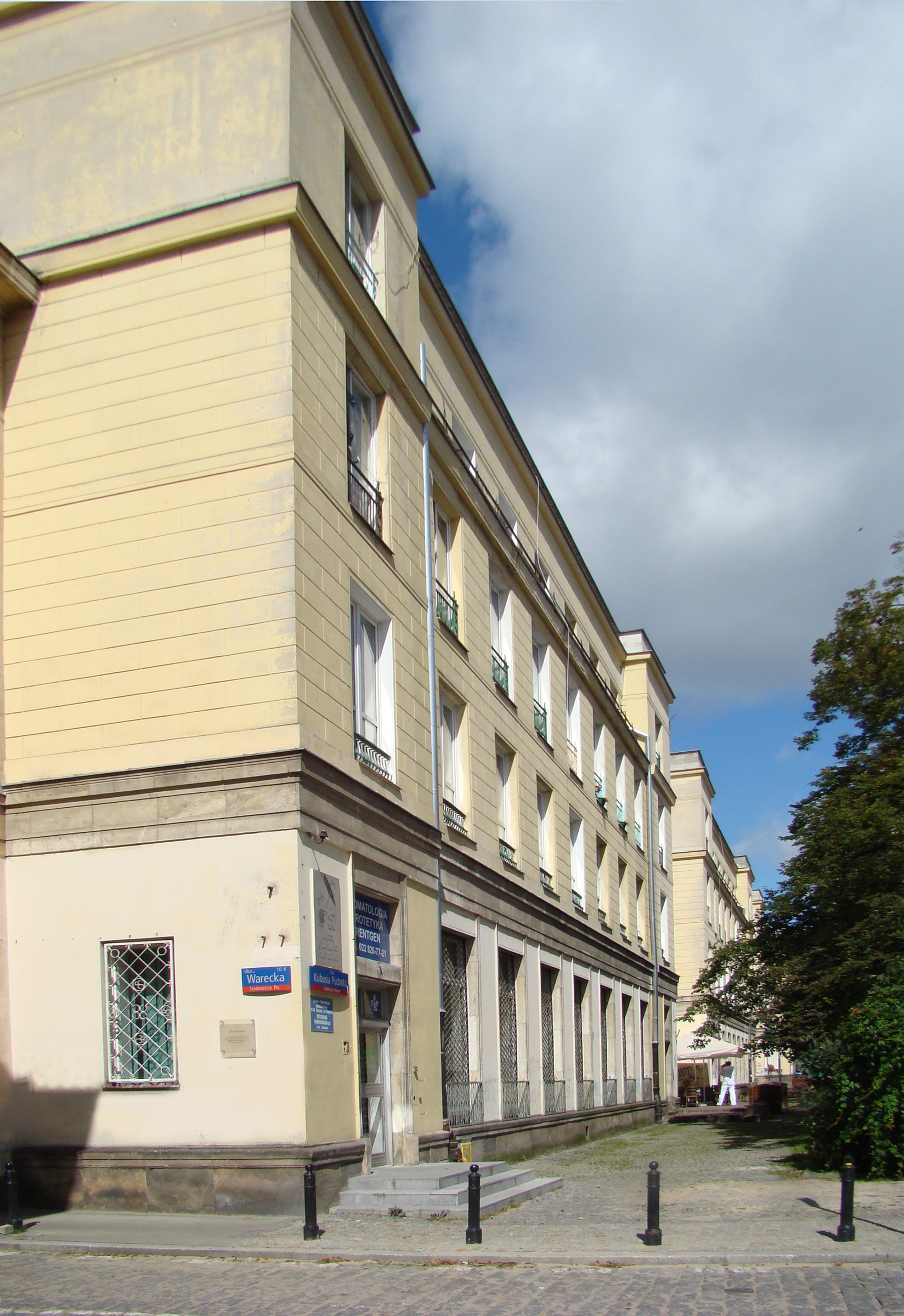
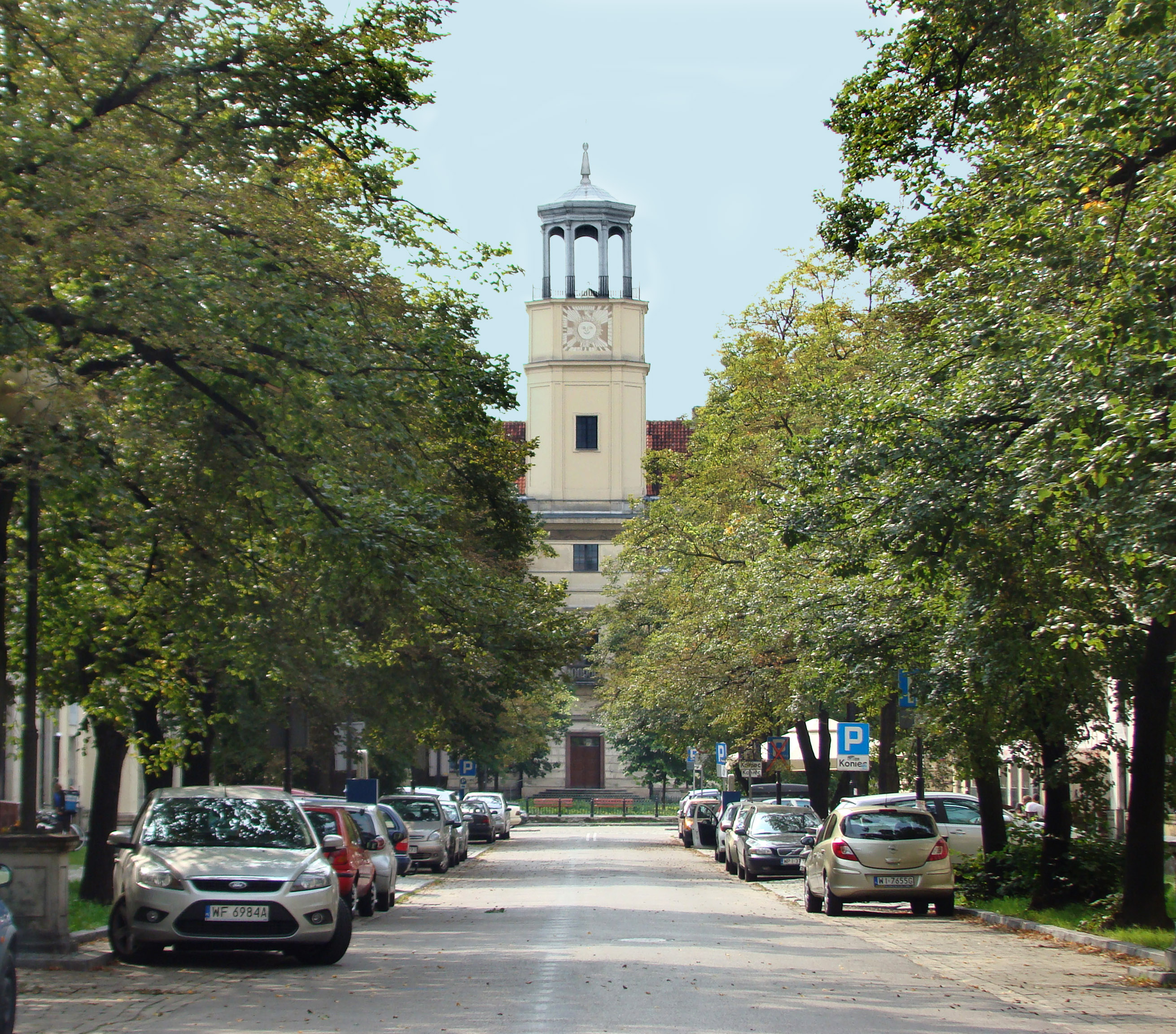